# Pseudovermis papillifera
Pseudovermis papillifera är en snäckart som beskrevs av Alexander Onufrievitch Kowalevsky 1901. Pseudovermis papillifera ingår i släktet Pseudovermis och familjen Pseudovermidae. Inga underarter finns listade i Catalogue of Life.